# SV Sandhausen
Maillots
Actualités
Le SV Sandhausen est un club de football allemand basé à Sandhausen.

## Repères historiques
- 1916 : fondation du club sous le nom de SV Sandhausen
- 1943 : fusion avec le TSV Walldorf et le VfB Wiesloch en KSG Walldorf-Wiesloch
- 1945 : Fermeture du club puis refondation sous le nom de SG Sandhausen
- 1951 : le club est renommé SV Sandhausen

## Histoire

### Premiers succès
Le SV Sandhausen, fondé le 1er août 1916, a connu son premier grand succès lors de la saison 1930-1931 avec une promotion dans la ligue du district de Rhein/Saar, alors l'une des plus hautes classes de football allemand. Dans cette classe, le SV a dû jouer des matchs lourds contre des équipes considérables comme le SV Waldhof, VfL Neckarau, VfR Mannheim, Phönix Ludwigshafen, etc. L'appartenance à cette classe forte n'a pas duré. Après un an, la descente a lieu. Dans la phase finale de la Seconde Guerre mondiale, le SV, dans le cadre de la Kriegssportgemeinschaft (KSG) Walldorf-Wiesloch, a joué une saison dans le Gauliga Nordbaden, mais s'est retiré sans gagner de points.

### Période d'après-guerre
Après la Seconde Guerre mondiale, le SV Sandhausen s'est d'abord établi dans la ligue nationale et la 2e ligue amateur, avant d'être promu en 1re ligue amateur dans le nord de Baden en 1956-1957. Ils y restent jusqu'à la qualification pour l'Oberliga Baden-Württemberg nouvellement fondée en 1978. Le club a presque toujours été en mesure de s'affirmer dans le top de la ligue. Au cours des saisons 1977-1978 et 1992-1993, SV Sandhausen célèbre ses plus grands succès à ce jour en remportant le championnat amateur allemand. Un autre succès du SV Sandhausen est le quart de finale de la DFB Cup 1985-1986 en s'inclinant 3-1 face au Borussia Dortmund en quarts de finale dans leur stade Hardtwald. En 1994, le SV Sandhausen ne s'est pas qualifié pour la nouvelle Regionalliga Süd en tant que 9e de l'Oberliga. En 1995, ils deviennent champions de la ligue supérieure du Bade-Wurtemberg et se hissent dans la ligue régionale sud, mais ils redescendent directement. Dans la même saison, le SV Sandhausen a une surprise contre le VfB Stuttgart dans la DFB Cup. Le match est entré dans l'histoire comme la plus longue séance de tirs au but (13:12) de la compétition. En 2000, le SVS  échoue dans les play-off contre le SSV Jahn Regensburg, qui a été promu au championnat régional. Avec 28 ans d'appartenance à la ligue supérieure du Bade-Wurtemberg, le SV est clairement en tête du "tableau éternel" de la ligue.

### Période post-millénaire
En 2005-2006, Dietmar Hopp prévoit de fusionner le TSG Hoffenheim, jouant en régional, avec l'équipe de ligue supérieure SV Sandhausen et l'équipe de ligue de l'association FC-Astoria Walldorf afin de construire un club fort dans sa région d'origine qui devait accéder à la Bundesliga. La Fédération allemande de football s'est félicitée de ces projets de fusion et a donné son approbation. Le club fusionné devait fonctionner sous le nom de FC Kurpfalz Heidelberg ou HSW Heidelberg 06. En fin de compte, cette fusion a échoué (notamment en raison des réserves de SV Sandhausen) et la coopération  s'interromp. À la fin de la saison 2006-2007, la première équipe du SV Sandhausen est promue en Regionalliga Sud. En 2007-2008, le SV Sandhausen  participe à la première manche principale de la Coupe d'Allemagne, où il  perd 0-4 contre le Kickers Offenbach. Lors de la saison de Regionalliga 2007-2008, l'équipe manque la promotion en 2e Bundesliga en finissant 5e, mais se qualifie pour la nouvelle 3e ligue. La première saison 2008-2009, la première en football professionnel, se termine à la 8e place avec un résultat équilibré, et en février 2010, le SV Sandhausen se sépare de l'entraîneur Gerd Dais après quatre ans et demi de succès. Le successeur de Dais est Frank Leicht, qui avait auparavant entraîné l'Eintracht Frankfurt II.
Le 11 mai 2010, le SV Sandhausen remporte la finale de la Badischer Fußball-Verband Cup contre le FC Nöttingen 7:6 aux tirs au but, qualifiant le club pour le premier tour de la DFB Pokal 2010-2011, au cours duquel il a perdu le match contre le FC Augsbourg aux tirs au but.
Après un début de saison 2010-2011 mitigé, l'entraîneur Frank Leicht  est licencié le 12 septembre 2010. Son successeur est Pavel Dochev, qui est également licencié le 14 février 2011 en raison d'un échec et est immédiatement remplacé par son prédécesseur Gerd Dais.

### Montée en2eBundesliga
Lors du premier tour de la DFB Pokal 2011-2012, le SVS perd 0-3 contre le champion d'Allemagne de l'époque, le Borussia Dortmund. Le club remporte le championnat de 3.Liga 2011-2012, et monte en 2e division. En novembre 2012, le SV Sandhausen se sépare de l'entraîneur Gerd Dais après que le SV Sandhausen se trouve dernier du classement. Son successeur est Hans-Jürgen Boysen. Bien que le SV ait terminé la saison à l'avant-dernière place, ce qui signifie une relégation directe en 3.Liga, le maintien est obtenu à la suite du retrait de la licence pour la 2e Bundesliga accordée par le DFL au MSV Duisbourg. Comme le Dynamo Dresde s'est imposé au match de barrage de la relégation, le SV Sandhausen a également participé à la 2e Bundesliga lors de la saison 2013-2014.
Alois Schwartz est entraîneur au SVS depuis la saison 2013-2014. Le club atteint le deuxième tour de la DFB Pokal en remportant 4-3 aux tirs au but contre l'équipe de Bundesliga FC Nuremberg. Après un 3-1 contre le SC Wiedenbrück 2000, le SV Sandhausen remporte la huitième de finale de la Coupe pour la deuxième fois de son histoire. Mais lors des huitièmes de finale, les Sandhäuser perdent contre l'Eintracht Francfort sur un score de 2-4. Le club a reçu une prime de 500 000 euros pour avoir atteint les huitièmes de finale. À la fin de la saison, il atteint la 12e place au classement général.
Lors de la 32e journée de la saison 2014-2015, le SVS fête son 100e match de deuxième division avec une victoire 4-0 à l'extérieur au RB Leipzig. Le 12 mai 2015, la fédération annonce un retrait de trois points pour violation des règles de licence, ce qui rendrait le maintien à nouveau discutable. Cependant, le maintien est assuré lors de la dernière journée. Comme la saison précédente, il  termine à la 12e place. Lors de la 31e journée de la saison 2015-2016, une victoire 1:0 sur le FSV Francfort a permis de se maintenir.
Le 3 juillet 2016, Kenan Kocak est présenté comme le nouvel entraîneur, il vient de l'équipe de ligue régionale SV Waldhof Mannheim.
Une victoire à l'extérieur à Würzburg lors de la 33e journée de la saison 2016-2017 signifie à nouveau le maintien. SVS joue maintenant en deuxième division pour la sixième saison consécutive. Après une solide première moitié de la saison 2017-2018, il termine 5e à la trêve hivernale mais finit la saison à la 11e place.En 2018-2019, Le SV Sandhausen finit 15e ce qui veut dire le maintien. En 2019/2020, le SV Sandhausen finit 10e derrière le Holstein Kiel en gagnant 5-1 à l’extérieur contre le Hamburger SV. Enfin, en 2020-2021 et à la 33e journée, une victoire à la maison 2-0 contre le Jahn Ratisbonne et après, une défaite contre le VfL Bochum qui gagnent 3-1 et la Bundesliga 2, mais Sandhausen évitent les barrages en finissant 15e du championnat.